# I liga urugwajska w piłce nożnej (1968)
- Mistrz Urugwaju 1968: CA Peñarol
- Wicemistrz Urugwaju 1968: Club Nacional de Football
- Copa Libertadores 1969: CA Peñarol, Club Nacional de Football
- Spadek do drugiej ligi: nikt nie spadł
- Awans z drugiej ligi: CA Bella Vista

Mistrzostwa Urugwaju w roku 1968 były mistrzostwami rozgrywanymi według systemu, w którym wszystkie kluby rozgrywały ze sobą mecze każdy z każdym u siebie i na wyjeździe, a o tytule mistrza i dalszej kolejności decydowała końcowa tabela.

## Primera División

### Końcowa tabela sezonu 1968
| Poz | Klub                      | Mecze | Zw | Rem | Por | Pkt | BrZd | BrStr |
| --- | ------------------------- | ----- | -- | --- | --- | --- | ---- | ----- |
| 1   | CA Peñarol                | 18    | 15 | 3   | 0   | 33  | 29   | 5     |
| 2   | Club Nacional de Football | 18    | 11 | 5   | 2   | 27  | 29   | 7     |
| 3   | CA Cerro                  | 18    | 9  | 3   | 6   | 21  | 25   | 14    |
| 4   | Defensor Sporting         | 18    | 5  | 8   | 5   | 18  | 15   | 15    |
| 5   | Rampla Juniors            | 18    | 6  | 5   | 7   | 17  | 16   | 20    |
| 6   | Sud América Montevideo    | 18    | 6  | 4   | 8   | 16  | 19   | 24    |
| 7   | River Plate Montevideo    | 18    | 4  | 7   | 7   | 15  | 18   | 25    |
| 8   | Liverpool Montevideo      | 18    | 5  | 4   | 9   | 14  | 15   | 22    |
| 9   | Racing Montevideo         | 18    | 3  | 4   | 11  | 10  | 11   | 24    |
| 10  | Danubio FC                | 18    | 2  | 5   | 11  | 9   | 8    | 29    |

### Klasyfikacja strzelców bramek
| Gole | Piłkarz         | Klub       |
| ---- | --------------- | ---------- |
| 8    | Alberto Spencer | CA Peñarol |
| 8    | Pedro Rocha     | CA Peñarol |
| 8    | Rubén García    | CA Cerro   |
| 8    | Rúben Bareño    | CA Cerro   |